# Era notte a Roma
Era notte a Roma è un film del 1960 diretto da Roberto Rossellini.

## Trama
Tre prigionieri di guerra, uno statunitense, un inglese e un sovietico, fuggiti da un campo di prigionia dopo l'8 settembre 1943, sono ospitati a Roma da Esperia, una giovane popolana che abita nel popoloso rione Ponte. Costei, che pratica la borsa nera, dapprima avrebbe voluto sbarazzarsi di loro per paura delle rappresaglie naziste contro i civili che aiutavano i militari nemici; in seguito li aiuta con maggiore consapevolezza anche grazie all'intervento del fidanzato Renato, un antifascista militante. I tre soldati alleati sono nascosti in un vano dell'abitazione di Esperia, a cui si accede attraverso una porta segreta. Alcuni abitanti del quartiere (il dottor Costanzi, che cura l'americano, ferito a una gamba; il portiere dello stabile) sono a conoscenza della presenza dei fuggiaschi.

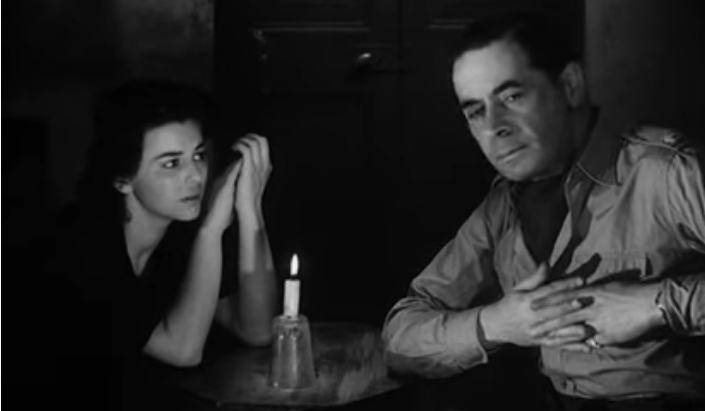
Esperia (Giovanna Ralli) e Pemberton (Leo Genn)

Un'imprudenza del sergente sovietico (esce dal nascondiglio per inseguire un tacchino) mette in pericolo la sicurezza del nascondiglio. La vigilia di Natale 1943 si attende l'arrivo di due partigiani appartenenti al gruppo di Renato incaricati di portar via i tre militari in una località più sicura. Il dottor Costanzi viene però a sapere che i due partigiani sono stati uccisi dai tedeschi; il sovietico decide di rimanere in clandestinità con i partigiani per aiutarli nella costruzione di ordigni esplosivi. Giungono i tedeschi per arrestarli, dopo una denuncia di Tarcisio, una spia dei nazisti. Il soldato sovietico viene ucciso mentre gli altri due riescono a fuggire e a rifugiarsi dapprima in casa del principe Antoniani e successivamente in un convento cattolico. Dopo che i fascisti giungono anche in convento, su segnalazione di Tarcisio, il maggiore Pemberton riesce a sfuggire nuovamente alla cattura; nel corso della fuga ritorna in casa di Esperia dove apprende che Renato è stato fucilato dai nazisti. Nel frattempo giunge Tarcisio, che ha una passione non ricambiata per Esperia, per convincerla a fuggire con lui a Venezia. Il maggiore inglese, che ha visto Tarcisio all'opera come spia dei nazisti, lo uccide. Esperia confessa in lacrime al maggiore che lei aveva tradito lui e Peter per salvare Renato. Le truppe alleate giungono a Roma salutate con gioia dalla popolazione.

## Storia
L'ambientazione di Era notte a Roma è la stessa di Roma città aperta, il capolavoro di Rossellini. Era notte a Roma nacque come produzione internazionale, con attori di vari paesi. La casa di produzione italiana era invece la "Golden Star", fondata dal padre gesuita Angelo Arpa. Riguardo alla resistenza, mentre la stampa di ispirazione comunista criticò la «visione clerico-centrica», Morandini scrisse che Rossellini aveva mostrato nel film la partecipazione veramente popolare della resistenza.
Dal punto di vista formale, Rossellini adotta il pancinor, un obiettivo fotografico di lunghezza focale variabile, antesignano dello zoom, che permette a Rossellini di poter fare riprese di lunga durata senza stacchi, allungando i tempi della recitazione e limitando al massimo il montaggio.

## Riconoscimenti
- XII Festival Internazionale del cinema di Karlovy Vary
  - Miglior regista
  - Premio speciale del Comitato per la difesa della pace a Giovanna Ralli
- 1960 - San Francisco International Film Festival
  - Golden Gate Award, migliore attrice a Giovanna Ralli[6]